# Carlos Artiga
Carlos Artiga (San Salvador, El Salvador, 23 de septiembre de 1975) es un periodista deportivo, abogado y notario salvadoreño con una carrera en crecimiento en la televisión de su país, habiendo trabajado en diversos medios de comunicación y reconocido por medios e instituciones por su trabajo como presentador deportivo en televisión.

## Carrera en televisión
En 2000 Artiga inicia su carrera como presentador televisivo en el Canal 15 de Televisión de El Salvador, con la transmisión de la Eurocopa de fútbol 2000, y esto le abre la puerta para en los años siguientes narrar partidos de la Primera y Segunda División de España, Italia y El Salvador.
En 2003 Artiga ingresa a Canal 12 de Televisión como reportero de deportes, y progresa desde ahí hasta llegar a presentar la emisión estelar de deportes en el noticiero Hechos y asumir la Dirección del Departamento en febrero del año 2005.
El 21 de noviembre de 2005, Canal 12 lanza al aire el programa Pizarrón Deportivo el cual se convierte en el primer programa deportivo de emisión diaria en la televisión abierta de El Salvador. El programa era dirigido por Artiga y conducido originalmente junto a Ismael Nolasco, Roberto Avelar y Jennifer Aragón y es un relanzamiento del programa que llevaba el mismo nombre pero que era transmitido en el mismo canal desde agosto de 2004 solo los días domingos.
Pizarrón Deportivo cumpiló su primer aniversario el 21 de noviembre de 2006 y se mantiene a la fecha como un programa importante de opinión deportiva del país.
En la actualidad, el programa es conducido por Carlos Artiga y Zully Rodríguez y va sobre su décimonoveno año de producción.

## Abogacía
Carlos Artiga antes de dedicarse a tiempo completo a la televisión, se desempeñaba como Abogado de la República de El Salvador, título que obtuvo de la Universidad "Dr. José Matías Delgado", habiendo laborado desde muy joven en Juzgados de Menores, de lo Civil y en el ejercicio libre de la profesión, donde practicó áreas del Derecho como Derecho Civil, Derecho Mercantil, Derecho marítimo, Derecho Internacional entre otras ramas del orden jurídico.